# 1-Isopropenyl-4-methylbenzol
1-Isopropenyl-4-methylbenzol ist eine organische Verbindung aus der Gruppe der Aromaten.

## Vorkommen

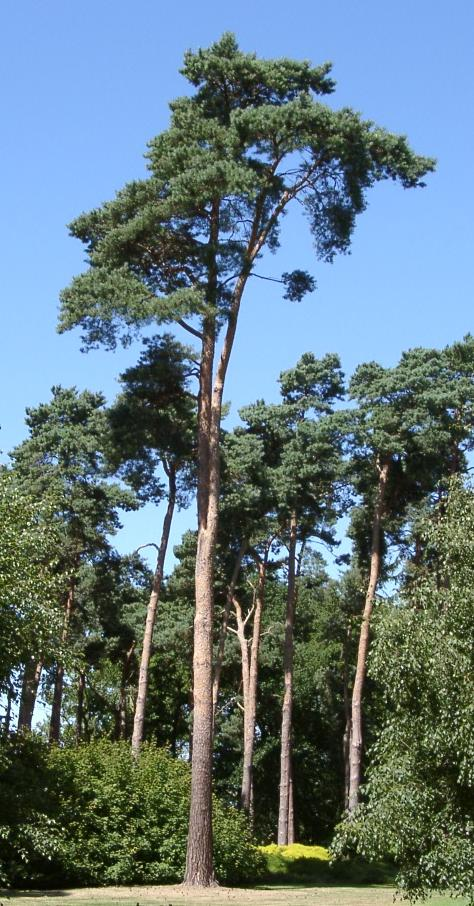
Waldkiefer

1-Isopropenyl-4-methylbenzol wurde unter den flüchtigen Verbindungen nachgewiesen, die von Waldkiefern abgesondert werden.

## Eigenschaften und Reaktion
Die Oxidation von 1-Isopropenyl-4-methylbenzol mit molekularem Sauerstoff in einem aprotischen Lösungsmittel wie Dimethylformamid oder Dimethylsulfoxid bei 100–120 °C ergibt 4-Methylacetophenon
Mit Selectfluor in Dimethylformamid kann die Verbindung in der allylischen Position fluoriert werden.

## Verwendung
1-Isopropenyl-4-methylbenzol ist in der EU unter der FL-Nummer 01.010 als Aromastoff für Lebensmittel zugelassen.

## Externe Links zu erwähnten Verbindungen
1. ↑  Externe Identifikatoren von bzw. Datenbank-Links zu 4-Methylacetophenon:  CAS-Nr.: 122-00-9, EG-Nr.: 204-514-8, ECHA-InfoCard: 100.004.105, GESTIS: 492845, PubChem: 8500, ChemSpider: 8186, Wikidata: Q2816673.